# Big Fun (C. C. Catch)
Pour les articles homonymes, voir Big Fun.
Albums de C. C. Catch
Diamonds
(1988) Hear What I Say
(1989)
Singles
Big Fun est le cinquième album de la chanteuse allemande d'Eurodance C. C. Catch sorti en 1988.

## Titres
| No  | Titre                     | Durée |
| --- | ------------------------- | ----- |
| 1.  | Backseat Of Your Cadillac | 3:24  |
| 2.  | Summer Kisses             | 3:42  |
| 3.  | Are You Serious           | 3:07  |
| 4.  | Night In Africa           | 4:09  |
| 5.  | Heartbeat City            | 3:38  |
| 6.  | Baby I Need Your Love     | 3:04  |
| 7.  | Little By Little          | 3:06  |
| 8.  | Nothing But A Heartache   | 3:03  |
| 9.  | If I Feel Love            | 3:43  |
| 10. | Fire Of Love              | 3:00  |